# 5940 Feliksobolev
Az 5940 Feliksobolev (ideiglenes jelöléssel 1981 TJ4) a Naprendszer kisbolygóövében található aszteroida. Ljudmila Ivanovna Csernih fedezte fel 1981. október 8-án.